# Ryan Kelly
Ryan Matthew Kelly (Carmel, 9 aprile 1991) è un cestista statunitense.

## Carriera

### High school (2005-2009)
Ha giocato per quattro anni come ala grande alla Ravenscroft School di Raleigh, nella Carolina del Nord, dove detiene il record di punti, punti per partita, stoppate, rimbalzi, tiri liberi, tiri e percentuale di tiri.
Kelly fu reclutato dalla Duke, da Georgetown, dalla NotreDame e da Wake Forest.

### College (2009-2013)
Scelse di giocare nei Duke Blue Devils con il coach Mike Krzyzewski. Durante il primo anno nella squadra fu la riserva di Kyle Singler, mentre durante il secondo anno fu convocato più spesso, giocando un totale di 37 partite. Durante gli ultimi due anni di college, Ryan Kelly è stato il capitano dei Blue Devils ma è stato assente in alcune occasioni a causa di due infortuni al piede.

### NBA (2013-2017)

#### Los Angeles Lakers (2013-2016)
Nel mese di aprile 2013 si rese eleggibile per il Draft NBA dello stesso anno. Durante il Draft (svoltosi il 27 Giugno 2013 al Barclays Center di Brooklyn) è stato selezionato al secondo turno del Draft NBA 2013 dai Los Angeles Lakers come 48ª scelta.
Nella prima stagione con i Lakers disputa 59 partite (career-high), di cui 25 da titolare. Più volte durante la prima stagione venne assegnato in NBA Development League alla squadra affiliata ai Lakers, ovvero i Los Angeles D-Fenders.
Alla fine dell'anno va in scadenza di contratto e firma la qualifying offer con i Lakers, facendo sia che lui sia restricted free agent. Tuttavia il 22 Luglio 2014 Kelly rifirma con i Lakers.
Il 5 febbraio 2014 segnò il proprio career-high di punti nella gara esterna vinta 119-108 in casa dei Cleveland Cavaliers.
Il 30 giugno 2016, dopo tre anni in cui ha disputato 147 partite (in cui ha messo a segno 956 punti), i Lakers decidono di liberarlo, non rinnovandogli il contratto, e a questo punto Kelly diventa unrestricted free agent.

#### Atlanta Hawks, Maine Red Claws e passaggio agli Houston Rockets (2016-2017)

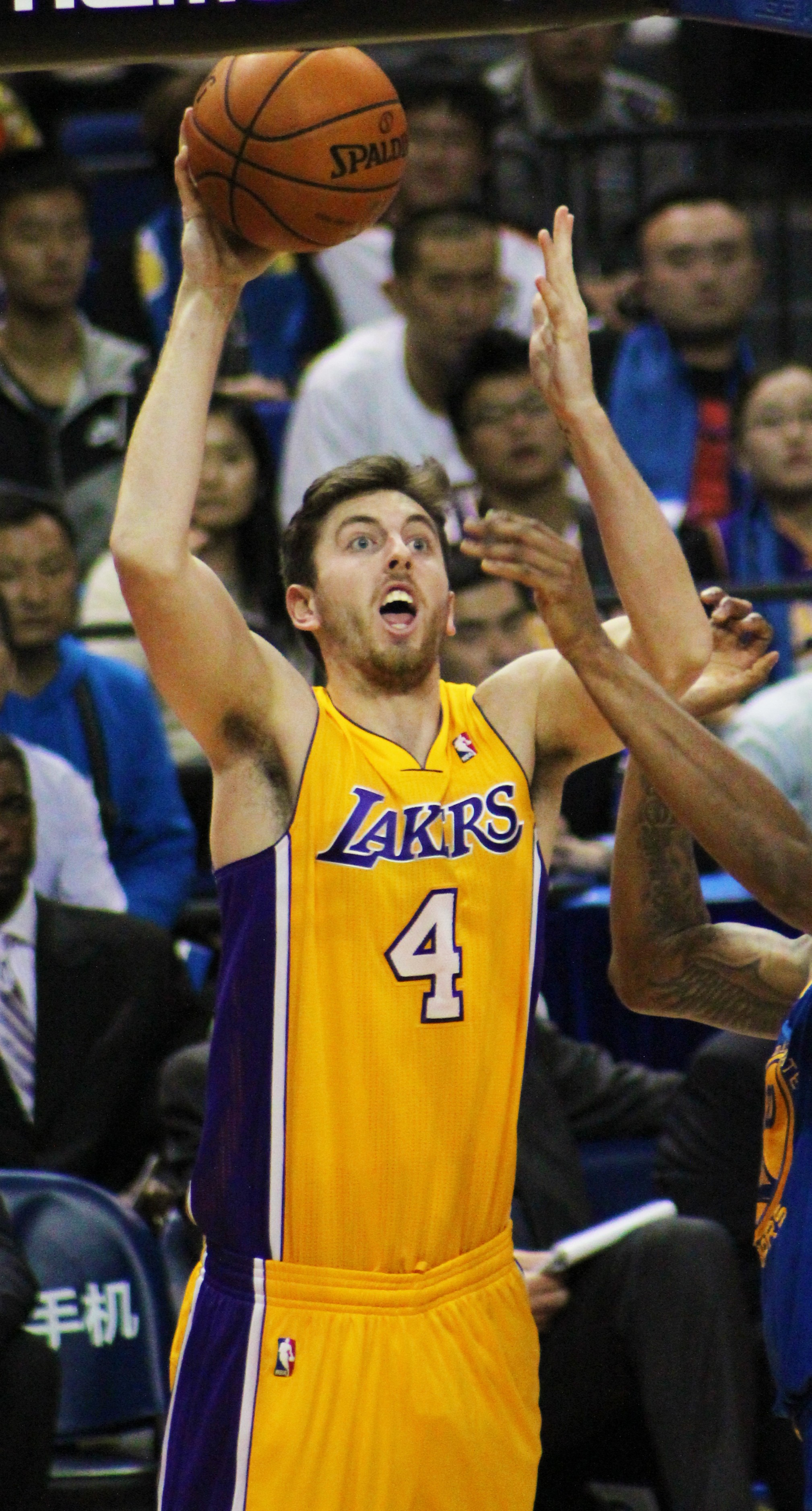
Ryan Kelly con la canotta dei Los Angeles Lakers

Il 21 settembre 2016 Kelly firmò con gli Atlanta Hawks. Tuttavia dopo aver disputato con i falchi 6 partite di pre-season il 20 ottobre venne tagliato. Due giorni dopo Kelly firmò con i Boston Celtics, che tuttavia lo tagliarono dopo un giorno.
Il 1º novembre 2016, firmò come free agent con gli Atlanta Hawks, tornando così nella squadra della Georgia con cui questa volta disputò la stagione regolare. In quel di Atlanta Kelly tornò a giocare con Kent Bazemore, con cui giocò per pochi mesi nei Los Angeles Lakers nel 2014; alla fine di quella stagione, la franchigia di Los Angeles decise di estendere la qualifying offer a Kelly, ma non a Bazemore, che nella stessa estate andò agli Atlanta Hawks. Il 7 gennaio 2017, dopo aver disputato 9 partite in cui ha mise a segno 10 punti venne tagliato dagli Hawks.
In seguito andò a giocare in D-League nei Maine Red Claws.
Dopo un mese in D-League tornò a giocare negli Atlanta Hawks il 24 febbraio 2017. Nei falchi Kelly non trovò molto spazio tanto che giocò solo 7 partite in RS e nessuna nei playoffs, in cui gli Hawks uscirono al primo turno per 4-2 contro gli Washington Wizards.
Il 28 giugno 2017 venne ceduto dagli Atlanta Hawks agli Houston Rockets in cambio di una somma di denaro. L'8 luglio 2017 venne tagliato dai Rockets prima che il suo contratto diventasse pienamente garantito.

### Europa (2017-)
Il 13 settembre 2017, dopo quattro stagioni in NBA, firmò con il Siviglia andando a giocare così in Spagna.

## Vita privata
Ryan è il figlio di Chris e Doreen Kelly. Il padre giocò a basket all'Università Yale e come professionista in Francia per tre anni, mentre la madre giocò a pallavolo all'Università della Pennsylvania. Il nonno di Ryan, Richard Casey, e i due zii Ray e Seann Casey giocarono tutti a basket al college.

## Statistiche NBA

### Regular season
| Stagione | Squadra       | PG  | PI | MPG  | FG%  | 3P%  | FT%  | RPG | APG | SPG | BPG | PPG |
| -------- | ------------- | --- | -- | ---- | ---- | ---- | ---- | --- | --- | --- | --- | --- |
| 2013-14  | L.A. Lakers   | 59  | 25 | 22,2 | 42,3 | 33,8 | 81,5 | 3,7 | 1,6 | 0,5 | 0,8 | 8,0 |
| 2014-15  | L.A. Lakers   | 54  | 32 | 23,7 | 33,7 | 33,6 | 83,2 | 2,8 | 1,8 | 0,6 | 0,5 | 6,4 |
| 2015-16  | L.A. Lakers   | 36  | 0  | 13,1 | 36,9 | 13,5 | 68,5 | 3,4 | 0,6 | 0,4 | 0,3 | 4,2 |
| 2016-17  | Atlanta Hawks | 16  | 0  | 6,9  | 28,6 | 40,0 | 83,3 | 1,1 | 0,5 | 0,3 | 0,3 | 1,6 |
| Carriera | Carriera      | 163 | 59 | 19,2 | 37,8 | 31,6 | 79,7 | 3,1 | 1,3 | 0,5 | 0,5 | 6,0 |

## Palmarès
- McDonald's All-American Game (2009)
- Campione NCAA (2010)
- Miglior tiratore di liberi NBDL (2014)